# Zimowe Mistrzostwa Polski Seniorów w Lekkoatletyce 1949
11. Zimowe mistrzostwa Polski Seniorów w Lekkoatletyce – zawody sportowe, które rozegrano 19 i 20 lutego 1949 w hali Wojewódzkiego Ośrodka Szkolenia Sportowego w Poznaniu.

## Rezultaty

### Mężczyźni
| Konkurencja:              | 1. miejsce                                                                  | Rezultat | 2. miejsce                                                                  | Rezultat | 3. miejsce                         | Rezultat |
| Bieg na 80 m              | Cyryl Adamski AZS Poznań                                                    | 9,0      | Emil Kiszka Lignoza Krywałd                                                 | 9,0      | Bogdan Lipski AZS Toruń            | 9,1      |
| Bieg na 800 m             | Leon Statkiewicz Samorządowiec Warszawa                                     | 2:05,5   | Zygmunt Kuraś Samorządowiec Warszawa                                        | 2:08,8   | Tadeusz Bartecki Warta Poznań      | 2:09,0   |
| Bieg na 3000 m            | Andrzej Biernat Wisła Kraków                                                | 9:40,2   | Mieczysław Lewicki Pomorzanin Toruń                                         | 9:42,2   | Władysław Orlik ZZK Opole          | b.c.     |
| Bieg na 60 m przez płotki | Edward Adamczyk ZZK Poznań                                                  | 9,0      | Jan Fibak AZS Poznań                                                        | 9,1      | Alfons Małecki SKS Wrocław         | b.c.     |
| Sztafeta 4 × 50 m         | Warta Poznań Marian Ohnsorge Józef Dutkiewicz Zbyszko Zagacki Jerzy Tryniak | 26,2     | Samorządowiec Warszawa                                                      | 26,5     | AZS Łódź                           | b.c.     |
| Sztafeta 3 × 800 m        | Samorządowiec Warszawa Roman Czajkowski Zygmunt Kuraś Leon Statkiewicz      | 6:36,0   | Warta Poznań Tadeusz Bartecki Włodzimierz Konieczny Włodzimierz Kiełczewski | 6:37,0   | Lechia Gdańsk                      | b.c.     |
| Skok wzwyż                | Jerzy Zwoliński Syrena Warszawa                                             | 1,75     | Jan Dąbrowski Zryw Gdańsk                                                   | 1,75     | Marian Ohnsorge Warta Poznań       | 1,70     |
| Skok o tyczce             | Antoni Morończyk Samorządowiec Warszawa                                     | 3,70     | Marian Małecki Spójnia Wrocław                                              | 3,50     | Stefan Piechowiak ZZK Poznań       | 3,40     |
| Skok w dal                | Edward Adamczyk ZZK Poznań                                                  | 6,80     | Stefan Milewski Legia Warszawa                                              | 6,51     | Marian Ohnsorge Warta Poznań       | 6,35     |
| Trójskok                  | Tadeusz Krzyżanowski Zryw Gdańsk                                            | 13,35    | Wacław Kuźmicki Włókniarz Łódź                                              | 12,98    | Tadeusz Starybrat Gwardia Warszawa | 12,84    |
| Pchnięcie kulą            | Mieczysław Łomowski Lechia Gdańsk                                           | 15,18    | Edward Adamczyk ZZK Poznań                                                  | 13,72    | Tadeusz Krzyżanowski Zryw Gdańsk   | 13,53    |

### Kobiety
| Konkurencja:              | 1. miejsce                                                                                 | Rezultat | 2. miejsce                         | Rezultat | 3. miejsce                         | Rezultat |
| Bieg na 80 m              | Helena Gburek SGKS Grudziądz                                                               | 10,8     | Maria Adamska AZS Poznań           | 10,8     | Ludmiła Wilhelmi Czarni Wrocław    | b.c.     |
| Bieg na 500 m             | Genowefa Cieślik Lechia Poznań                                                             | 1:30,0   | Stefania Bulge Olsza Kraków        | 1:33,8   | Krystyna Andrzejewska Widzew Łódź  | 1:37,0   |
| Bieg na 60 m przez płotki | Janina Gościniak HKS Bydgoszcz                                                             | 10,1     | Felicja Orsztynowicz HKS Bydgoszcz | 10,5     | Kamińska AZS Wrocław               | b.c.     |
| Sztafeta 4 × 50 m         | SGKS Grudziądz Helena Gburek Maria Radzikowska Zofia Staruszkiewicz Anna Jadwiga Gawrońska | 30,2     | Warta Poznań                       | 30,2     | Pomorzanin Toruń                   |          |
| Skok wzwyż                | Zofia Borowiec Olsza Kraków                                                                | 1,40     | Bogumiła Herda Pogoń Katowice      | 1,35     | Jadwiga Białkowska AZS Poznań      | 1,35     |
| Skok w dal                | Genowefa Cieślik Lechia Poznań                                                             | 4,92     | Helena Gburek SGKS Grudziądz       | 4,80     | Krystyna Kowalska Pomorzanin Toruń | 4,75     |
| Pchnięcie kulą            | Magdalena Breguła Pogoń Katowice                                                           | 10,86    | Jadwiga Konik Olsza Kraków         | 10,38    | Melania Sinoracka Pomorzanin Toruń | 9,86     |